# Sidokerto (Girimarto)
Sidokerto is een bestuurslaag in het regentschap Wonogiri van de provincie Midden-Java, Indonesië. Sidokerto telt 2339 inwoners (volkstelling 2010).